# Svanetiska
Svanetiska (ლუშნუ ნინ, lusjnu nin; georgiska: სვანური ენა, svanuri ena) är ett språk som talas av omkring 30 000 personer (folkslaget svaner) i bergsdistriktet Svanetien i nordvästra Georgien. Språket härstammar från samma stam som georgiskan, den sydkaukasiska, men de tros ha gått skilda vägar för ungefär 4000 år sedan. Svanetiska skrivs med det georgiska alfabetet. 